# Zhiqin (sockenhuvudort i Kina, Qinghai Sheng, lat 32,66, long 100,49)
Zhiqin (kinesiska: 知钦, 知钦乡, 赤米达) är en sockenhuvudort i Kina. Den ligger i provinsen Qinghai, i den nordvästra delen av landet, omkring 460 kilometer söder om provinshuvudstaden Xining. Antalet invånare är 2 349. Befolkningen består av 1 093 kvinnor och 1 256 män. Barn under 15 år utgör 26,0 %, vuxna 15-64 år 66 %, och äldre över 65 år 7,0 %.
Runt Zhiqin är det mycket glesbefolkat, med 3 invånare per kvadratkilometer. Det finns inga andra samhällen i närheten. Trakten runt Zhiqin består i huvudsak av gräsmarker.
Genomsnittlig årsnederbörd är 830 millimeter. Den regnigaste månaden är juli, med i genomsnitt 180 mm nederbörd, och den torraste är december, med 3 mm nederbörd.